# Båtskär (Lemland)

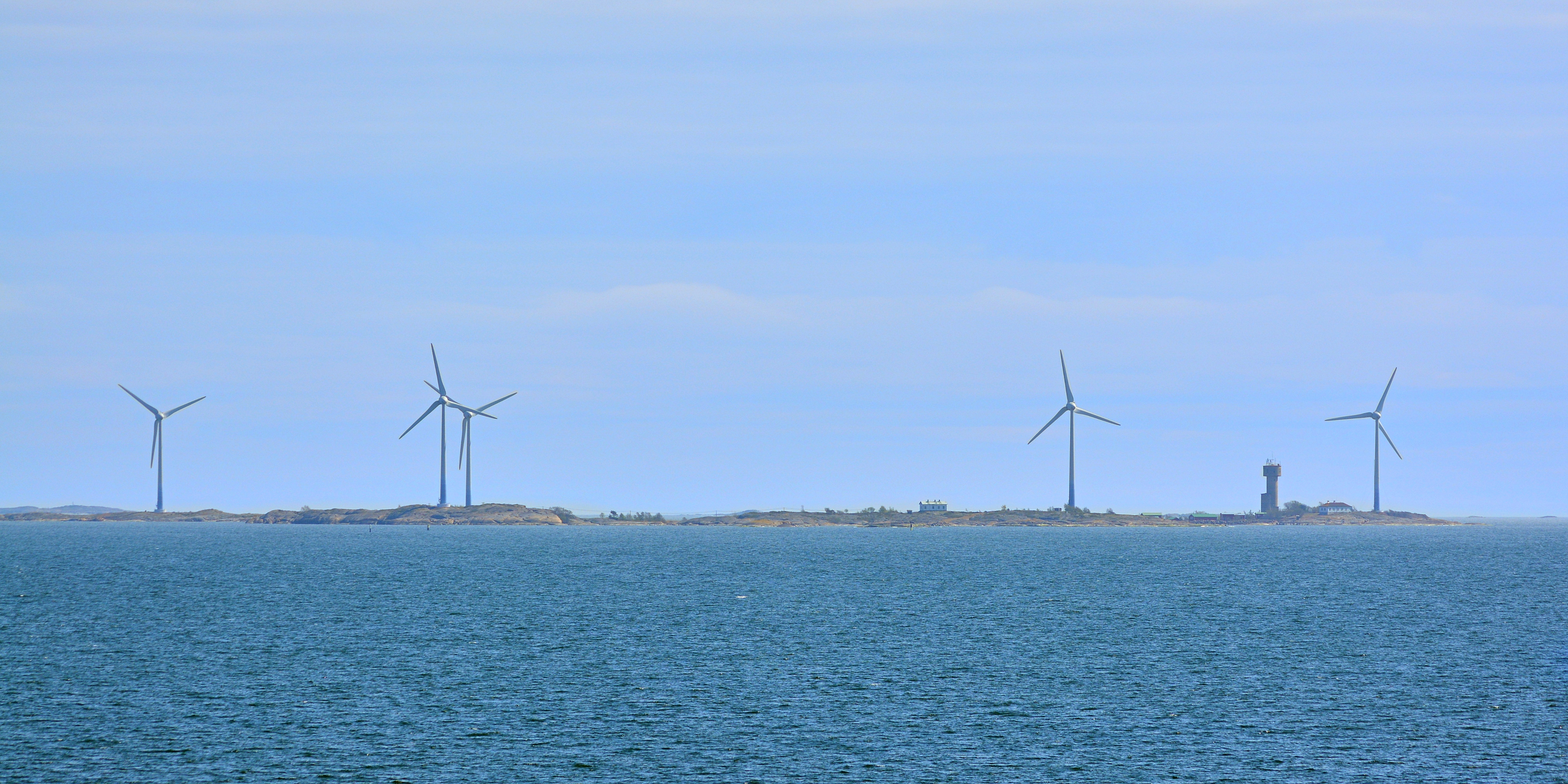
Links Stora Båtskär, rechts Lilla Båtskär, met windturbines, vuurtoren en loodsgebouw.

Båtskär is een kleine onbewoonde eilandengroep in het uiterste zuiden van de autonome Finse regio Åland, bestuurlijk behorend tot de gemeente Lemland, maar geografisch 15 kilometer ten zuiden van Mariehamn gelegen. Het grootste eiland heet 'Stora Båtskär' (grote boot-scheer). Op het iets zuidelijker gelegen en iets kleinere eiland 'Lilla Båtskär' bevindt zich een vuurtoren, een loodsstation en een haventje. Het loodsstation heet 'Nyhamn', ondanks dat het eiland Nyhamn twee kilometer noordelijker ligt.

## Vuurtoren
In 1751 werd op Lilla Båtskär voor het eerst een vuurtorenlicht geplaatst. De oorspronkelijke, door de Zweden gebouwde, vuurtoren werd vernietigd tijdens de Finse Oorlog (1808-09). Vervolgens werden meerdere malen kleine lichtbakens geplaatst. De huidige 34 meter hoge betonnen vuurtoren is een voormalige lifttoren van een ijzermijn. Toen die mijn buiten gebruik werd genomen, werd daarop een licht geplaatst. Op 11 juli 2007 werd ook deze vuurtoren buiten gebruik genomen en de apparatuur verwijderd, om elders als reservemateriaal gebruikt te worden.

## Windenergie
In 2007 werd op deze eilandengroep een zestal windturbines geplaatst, elk met een ashoogte van 64 meter, een rotordiameter van 71 meter en een nominaal vermogen van 2,3 MW. Drie staan op Stora Båtskär, een op Lilla Båtskär, en nog twee op andere eilanden.

## Natuur
Sinds 2008 zijn de eilanden en de omliggende wateren, een natuurreservaat. De vrij zeldzame en bedreigde Stellers eider overwintert hier.